# Sony Xperia P
Sony Xperia P — Android-смартфон компании Sony, анонсированный 27 февраля 2012 года в ходе проведения Mobile World Congress. Наряду с Sony Xperia S (презентация этой модели состоялась в январе 2012 года на CES) и Sony Xperia U относился к серии смартфонов Xperia NXT. Одной из основных отличительных черт Xperia P, выделяющих его из данной линейки, был цельнометаллический корпус из полированного алюминия.

## Технические особенности
По дизайну Sony Xperia P был схож с флагманской моделью серии NXT Sony Xperia S, однако отличался от неё более компактными размерами (экран 4", 960x540). В Xperia P был установлен двухъядерный процессор STE Novathor U8500 с частотой 1 Ггц и 1 Гб ОЗУ. Как в Xperia S здесь использовался разъём microSIM и встроенный в корпус аккумулятор типа Li-polymer ёмкостью 1305 мА/ч. Кроме того, аппарат поддерживал технологию NFC и функцию быстрой съёмки Fast Capture.
Sony Xperia P был первым в мире устройством, на котором устанавливался дисплей WhiteMagic от Sony.  

## Обзоры
- Обзор Sony Xperia P: крепкий середнячок-красавец! — EnjoyIT.ru